# Bolovănești, Argeș
Bolovănești este un sat în comuna Mușătești din județul Argeș, Muntenia, România.